# سمیر شاکر
سمیر شاکر (انگلیسی: Samir Shaker؛ زادهٔ ۲۸ فوریهٔ ۱۹۵۸) یک بازیکن فوتبال اهل عراق است.
وی همچنین در تیم ملی فوتبال عراق بازی کرده است.